# バレットガールズ2
『バレットガールズ2』（Bullet Girls 2）は、ディースリー・パブリッシャーより2016年4月21日に発売されたPlayStation Vita用ゲームソフト。2014年に発売されたバレットガールズの続編。2018年には続編『バレットガールズ ファンタジア』が発売された。

## 登場キャラクター

### 私立岬守学園レンジャー部
名前は全員が惑星から取られている。「専守防衛」を専門とする部活動を行う岬守学園レンジャー部。ランキングでもトップに君臨している。二年生たちは「四弾丸」と呼ばれその世界では一目置かれており、一年生の二人は「岬守の両翼」たらんと研鑽を積んでいる。
火乃本 彩（ひのもと あや）
声 - M・A・O
前作から引き続き登場。「岬守学園編」の主人公。私立岬守学園1年、レンジャー部所属。優しく仲間思いの人柄だが、反面レンジャー部員としては精神的に未熟。
元々は救護部志望だったが提出する部活を間違えたためレンジャー部に入部。前作では「ある程度の成績を見せないと退部は認められない」というルールのため仕方なくレンジャー部員として活動していたが、夏季合宿を通じて大きく成長を果たし友人の優理奈と共に「岬守の両翼」と呼ばれることを目指してレンジャー部に残ることを決意する。同作では入部届を出し間違えたのではなく、彼女の才能を見抜いた学園側の思惑によって入部させられたことが示唆されている。
冒頭ではお互いに正体を知らないまま冴島嵐と出会い、怪我をしていた彼女の手当てをしたことから「元救護部なのにレンジャー部」という変わった経緯から興味を持たれることとなる。後にライバルという関係を得て友達となった。
エルダ学院編では最終ボスを務め、優理奈と共に「岬守の両翼」として立ち塞がる。
二つ名は「烈火の弾丸」。
金園 優理奈（かねぞの ゆりな）
声 - 内田彩
前作から引き続き登場。私立岬守学園1年、レンジャー部所属。天然で清楚な雰囲気をかもし出すが、見た目に反して実力は非常に高い。
同じ一年生であることから彩とはよき友人となるが、前作の終盤でエルダ学院から送り込まれたスパイであることが発覚。岬守学園レンジャー部を内部崩壊させるべく部員たちを翻弄していたが、彩という存在がプラスに働き部員同士の結束を高め精神的にも成長させてしまう。学園同士の規定により優理奈はエルダ学院に帰ることになるが、高度任務を成功させられた場合はそのまま岬守に残るという選択肢も規定にあるため、彼女をスパイではなく仲間として見た部員たちによって高度任務は成功され優理奈は残ることになった。当初はレンジャー部から去るつもりだったが、彩の友情と先輩たちの思いやりにより「皆と離れたくない」と自分の気持ちに素直になりレンジャー部に残ることを決意する。
同作では前述のスパイ行為は学院側の思惑であり、学院のレンジャー部たちは殆どがこのことを知らず「転校した」とされていた。
エルダ学院編では最終ボスを務め、彩と共に「岬守の両翼」として立ち塞がる。
二つ名は「雷鳴の弾丸」。
木住野 玲美（きしの れみ）
声 - 福原香織
前作から引き続き登場。私立岬守学園2年、レンジャー部所属。小柄で活発な少女で、ある時突然「狂気モード」「猫魔王」と呼ばれる凶悪な人格に変貌する。実力はこちらのほうが上だが本人にその時の記憶はない。海凪の独白によれば別人格の玲美が四弾丸最強であると見られている。
主にもう一つの人格が出てくるのは部長クラスや冥香など強豪相手の時となる。
二つ名は「狂気の弾丸」。
高梨 月代（たかなし つきよ）
声 - 三澤紗千香
前作から引き続き登場。私立岬守学園2年、レンジャー部所属。ツンデレの寂しがりやでモミケーションという独自のコミュニケーションを取り、女子の身体をベタベタ触るのが趣味。同時に人との触れ合いを得るための行為でもある。
クールで歯に衣を着せぬ物言いをすることもあり仲間であっても言いたいことはズケズケ言う性格。サポーター気質であり、積極的に攻めるよりも動かず待ち徹するのに向いている。気配を消して移動することに長けておりくのいちのような戦闘スタイルを持つ。
二つ名は「幻惑の弾丸」。
天峰 咲姫（あまみね さき）
声 - 洲崎綾
前作から引き続き登場。私立岬守学園2年、レンジャー部所属。部活サボりの常習犯でお菓子が大好きなロリっ娘。携帯食と言って部活中にお菓子を食べている。特にマカロンが好物。ストーリーにおいてはエルダ学院のジェリー・ニュアージュとはライバルのような関係として描かれている。
見た目に反してポテンシャルは高く麻衣からは「真面目に取り組んでいればもっと強くなっていた」と評されている。また妹がおり、ともにレンジャーになろうと約束をしている。
二つ名は「微笑の弾丸」。
神代 海凪（かみしろ みなぎ）
声 - 上間江望
前作から引き続き登場。私立岬守学園2年、レンジャー部所属。眼鏡をかけた物静かな少女で、今作では参謀を務める。「四弾丸」の将を務める。
宮本武蔵を祖とする流派「双天一流」の継承者であり、常に模擬刀を携帯している。そのせいか少しだけ武士のような口調で喋る。
自分にも仲間にも厳しい一方、上司である麻衣や陽希には頭が上がらない。番外編で冥香と戦う際は美雨を加えた「五弾丸」を率いて指示を送り、苦戦する仲間たちを労い・気遣うといった優しい面も見せている。冥香によれば「付け焼刃ではなくちゃんとした五弾丸だったら負けていたかもしれない」と評されている。
優理奈から海凪とは対極の流派を使うライバルの存在が示唆されていたが、エルダ学院にはそれらしい人物は登場しておらず、以降のシリーズでも存在が語られていない。
二つ名は「氷刃の弾丸」。
早乙女 陽希（さおとめ あき）
声 - 田野アサミ
前作から引き続き登場。私立岬守学園3年、レンジャー部副部長。
一人称は「私（一部のボイスでは「あたし」）」。バリバリの体育会系で姉御肌。麻衣とは親友同士。祖母は「伝説のバレットガールズ」と呼ばれた女性であり、星川冥香の顧問だった過去を持つ。実力に関しては、香坂千晴によれば「副部長なのはまだ麻衣を超えていないから」。また麻衣との実力差については「麻衣が本気を出したら足元にも及ばない」と述べている。しかし終盤の冥香との戦いの後には「麻衣の背中はそんなに遠くない」と聞かされ成長を喜んでいた。
二つ名は「雄健の弾丸」。
土居内 麻衣（どいうち まい）
声 - 巽悠衣子
前作から引き続き登場。私立岬守学園3年、レンジャー部部長。校外活動が多くあまり部活には姿を見せていない。
名家生まれのお嬢様だが、偉ぶったところはなくむしろ後輩思い。元々は父親の意向で吹奏楽部に入るはずだったが反対を押しきってレンジャー部に入部した。私立エルダ学院の香坂千晴とは中等部からのライバルで戦績はタイスコア。陽希と千晴を含めた三人は、中等部時代に日本代表として全国で戦った仲である。
中等部時代、外国のバレットガールズを相手にした際、千晴が囚われの身となってしまい救出に赴くが、相手のムチャな反撃によって麻衣はダメージを負ってしまう。今でも古傷として残っており校外活動の理由は傷の治りを早めるためであった。エンディング後の番外編では冥香から「三日三晩の説得の末両親の許しを得た」ことが告げられ、レンジャーとして活動できることを心から喜んでいた。
雪城 瑠水（ゆきしろ るみ）
声 - 牟田実波
前作から引き続き登場。私立岬守学園3年、購買部所属。今作ではプレイアブルキャラクターとなる。
麻衣、陽希、千晴の3人とは付き合いが長く、中等部時代は彼女たちのバックアップとして働いていた。
二つ名は「純潔の贈り物」。
星川 冥香（ほしかわ めいか）
声 - 牧野由依
前作から引き続き登場。関西弁を喋る女教師。年齢はアラサー間近らしい。前作では殆どストーリーに絡まなかったが、エンディング後の追加ストーリーではプレイアブルキャラクターとなる。
私立岬守レンジャー部の顧問で歴代最強と言われた「八弾丸」時代では部長まで務めており、当時の部員で学園に残っているのは彼女しかいない。彼女の顧問を担当したのは陽希の祖母。
クリア後の番外編では「仮面を被った女性」として岬守とエルダの両校と対決。一度は敗れ去るが今度は冥香が攻め込む側に回り、彼女をプレイアブルキャラクターとしたストーリーが展開。両校のバレットガールズを全員打ち倒し「歴代最強」の実力を見せ付けた。アクセサリーの付け替えで「仮面を被った女性」として操作が可能。グラフィックやボイスも変化する。
二つ名は「戦嬢の弾丸」。

### 私立エルダ学院レンジャー部
部員は6人。不在の顧問に代わって仮面を被った女性が臨時顧問を務めている。部員たちの名前は天候から。
冴嶋 嵐（さえじま らん）
声 - 松井恵理子
「私立エルダ学院編」の主人公。私立エルダ学院1年。「私立岬守学園編」では最終ボスとなる。名前の由来はランジェリーから。小柄で生意気な問題児。今まで天与の才で生きてきたため努力を知らず、更には自分より劣る人間を見下す傾向にある。
転校した優理奈の穴埋めとしてレンジャー部に入部させられたが、バレットガールズとしての実力と才能は本物。事実、彼女が入部したことで一気にランクを上げ、宿敵である私立岬守学園との模擬戦までこぎつけることとなった。その一方で自分勝手で我侭なところがあり、気が進まなければ部活動をサボって遊びに行くことも珍しくない。これらの要因から部内の雰囲気を悪くしてしまっているが、学院側も彼女の素質を認めているため罰したり諌めたりしないため、嵐自身ますます悪いほうに増長している。しかし、エルダ学院編の終盤で、自分のミスが原因で我が身を挺して千晴に助けられたのを機に考えを改め、自分勝手な振る舞いはやめ仲間たちのために戦うことを決意する。本気の想いと天与の才は見事に結実し、千晴を助け出しエルダ学院を勝利に導いた。
岬守編では模擬戦の一番手として岬守と対決。自分なら勝てるという過信から勝手に行動するが、敗色が濃くなるとモビーたちを無能と貶し、自らも敗北を喫する。その後、「仮面を被った女性」から仮厳しい修練を積まされる一方、彼女が連れてきたスーパーモビーとも良好な関係を築いていった。終盤では実力や指揮能力だけではなく「仲間」を信頼するバレットガールズにまで成長。エルダ学院最後の壁として駆逐艦SIMAKAZEとスーパーモビーを率いて岬守と対決する。モビーたちが倒れても貶さず、最後まで仲間として信頼し労うなど大きな成長を見せたが、岬守の乙女たちには及ばず敗れ去った。
後日談を描いた「弾丸娘離島共闘編」では、上記のような自分勝手な振る舞いはなりを潜め、彩とも「友達」となった。
ジェリーとは気が合うことから仲がよく彼女からも友達と言われているが、嵐自身は「友達じゃない」と素直になり切れていない。千晴からは実力を認められており期待されている。彩のことは怪我をした際に手当てしてくれたことから感謝をしており、元救護部という珍しい経歴から興味を惹かれ一騎討ちを強く望んでいた。
二つ名は「天与の弾丸」。
ジェリー・ニュアージュ
声 - 金元寿子
私立エルダ学院1年。フランスからの交換留学生。名前の由来は「ランジェリー」であり、姓はフランス語のニュアージュ（雲）に由来する。日本のサブカルチャーに大層惚れ込んでおり、お小遣いのほとんどをマンガ、アニメなどにつぎ込んでしまう（本人はこれを「推し事」と呼んでいる）。しかしバレットガールズとしての能力は非常に高く、嵐からは「本気を出してない」と言われている。実家は由緒正しい貴族であると同時に、スイーツ専門店でもあり、購買部の仕入れ先でもあった。
嵐とは同学年ということもあってか仲がよく、顰蹙を買いやすい彼女を心配している。
岬守学園編では、嵐の強化合宿の時間稼ぎのため自ら出撃。購買部に輸送途中のマカロンを強奪して咲姫の怒りを買うが、実は彼女と戦うための芝居だったことが判明する。最終決戦では嵐の救援という形で戦場に駆けつけ、もう一人の最終ボスとして岬守と対決する。
エルダ学院編では、咲姫の見ているアニメ「スイーツ☆がーるず」が朝の時間に放映されていることを知り、自分の好きなアニメのため放映時間を奪うというよくわからない理由で咲姫と対決する。勝った後は「海外でも放送される」ことを突きつけ咲姫にトドメをさすが、エンディングでは「映画でコラボする」ことを改めて伝え仲直りしていた。
二つ名は「叡智の弾丸」。
楼山 美雨（ろうやま みう）
声 - 明坂聡美
私立エルダ学院2年。ポニーテールの少女でクールな雰囲気をかもし出し、表情を顔に出すことは滅多にない。しかしこと「四弾丸」との戦いにおいては激しい闘志を見せる。サブリーダー的な存在であり、千晴に代わって部員のまとめ役になることもある。
中等部までは岬守学園に通っており「四弾丸」のサポーターを務めていた。しかし「狂気モード」中の玲美のサポートを行った際「なにか」あったらしく、以後はエルダ学院に進路を決め「四弾丸」を超えることを目標とするようになる。何があったのかは玲美を含めた「四弾丸」全員が知らず、彼女たちからは心配されていた。
岬守学園編では「四弾丸」に敗北した後、事情を聞かれるが「もう何年経ってると思っているの」と激昂し何も語ることはなかった。
エルダ学院編では玲美に勝利した後、もう興味はないと冷たく突き放してしまう。しかしエンディングでは美雨の才能を埋もれさせないために仕組んだ学園と学院側の謀略だったことが千晴から明かされ、誤解を解きほぐし、自分をそこまで買ってくれた学院に感謝を示していた。
二つ名は「静穏の弾丸」。
近衛 霞未（このえ かすみ）
声 - 橋本ちなみ。
私立エルダ学院2年。霧乃の双子の妹。小柄だがこちらは巨乳。お魚が大好き。気が弱くどちらかと言えばサポーターが得意。口癖は「みゅ～ん！」で、驚いた時や困った時に用いる。
二つ名は「愛嬌の弾丸」。
近衛 霧乃（このえ きりの）
声 - 優木かな
私立エルダ学院2年。霞未の双子の姉。小柄で貧乳で勝気な性格。お肉が大好き。アタッカー気質でサポーターは苦手。
岬守との模擬戦には「料理の女神（優理奈）救出大作戦！」のつもりで参加しており、エルダ学院編では姉妹で優理奈の高度任務を破り勝利するも、数々の手料理に誤魔化されてしまう。
二つ名は「嬉遊の弾丸」。
香坂 千晴（こうさか ちはる）
声 - 楠田亜衣奈
私立エルダ学院3年。エルダ学院レンジャー部部長。軍人のような男勝りな口調で喋る。「尋問特訓の女帝」と呼ばれておりかなりのサディスト。よく「ふふふ……」と不敵に笑う。
岬守学園の麻衣と陽希とは中等部からの親友であり、当時は日本代表として世界を相手に戦った過去がある。特に麻衣とはライバルであり戦績はタイスコア。部員からは「隊長（タイチョー）」と呼ばれており規律に厳しいが、後輩の面倒見がよく、特に嵐に期待している。しかし周囲からは「甘やかしている」と見られている。
エルダ学院編では陽希と麻衣を破り決着をつけるも、嵐を庇ったことが原因で岬守側に囚われてしまう。しかし、このことから大幅に成長を遂げた嵐を加えた部員たちによって救出され、仲間たちとともに最終エリア攻略に合流する。嵐を信じ抜いたことでエルダ学院を勝利に導いた。
二つ名は「悦楽の弾丸」。

### その他
仮面を被った女性
声 - 牧野由依
私立エルダ学院レンジャー部の面々の現れた妙齢の女性。尊大な口調で話すがモノローグなどでは関西弁で語る。仮面で素顔を隠しており、岬守学園レンジャー部歴代最強と謳われた「伝説の戦闘服」に身を包んでいる。正体に関しても「想像に任せる」と述べるだけで一切不明。エルダ学院側には「臨時顧問」という認識だが、神出鬼没で姿を滅多に見せないため不思議がられている。その実力は冴嶋嵐をもってしても感服させるほど圧倒的。岬守編では彼女の師となり、実力だけではなく精神面まで成長させている。
岬守編、エルダ編のクリア後にプレイ可能な番外編にて再登場し、駆逐艦SIMAKAZEを強奪し両校のバレットガールズと対決する。
謎の購買部員
声 - 牟田美波
ヒゲメガネで素顔を隠した謎の少女。様々な武装やアイテムを仕入れ、エルダ学院側のバックアップに回っている。
私立エルダ学院学院長
私立エルダ学院レンジャー部のバックアップを行っており、同時に期待もしている。嵐の我侭を許容していたが、駆逐艦SIMAKAZEを強奪されるというミスを犯した時は大層怒っていたという。作中には直接登場しないがエルダ学院側の話にはたびたび名前が出てきている。性別は不明だが、学院の教師は全員が女性と語られている。

## 開発
前作でユーザーから寄せられた意見を取り入れながら、本作の開発がすすめられた。
強豪校・私立岬守学園と、岬守学園に一度も勝利したことがない私立エルダ学院の対校戦が本作のストーリーの主軸に据えられた。
また、ゲームを進めると、登場人物たちの関係性が現れる仕掛けが施された一方、ユーザーの想像に任せるためにあえて明確に描かなかった部分も存在する。

### キャラクター設定
新キャラクターの作成は、最初にプロデューサーの臼田裕次郎がアイデアを提示し、それを基にシェード側が構築するという方法がとられた。
シェードが一番苦労したのは冴嶋 嵐とジェリー・ニュアージュだった。臼田はイメージが固まっていない段階で、「二人そろうとランジェリーになるから、彼女たちの名前は絶対『嵐（らん）』と『ジェリー』にしてほしい」とシェード側に頼み込んだ。
他のエルダ学院のキャラクターは名前のどこか天候にちなんだ名称を取り入れていたが、ジェリーの部分は変えようがなかったため、彼女の苗字をフランス語で雲を意味するニュアージュに設定することとなった。
購買部の雪城瑠水やレンジャー部OGの星川冥香といった前作のサブキャラクターは、ユーザーからの要望によって尋問対象として追加された。

### ビジュアル
登場人物の表情は目・口・エフェクトの3パーツで構成されており、各パーツはプレイヤーの尋問次第によって独立した条件で変化することから、表情の組み合わせは500通りを超える。過激なパーツは存在しないものの、組み合わせによってはアヘ顔が出てくることもある。
シェードから臼田に送られてくる表情の組み合わせやポーズの中には臼田が難色を示したものも多数あり、臼田はインサイドとのインタビューの中で「前作では私もあれこれ言う側だったが、『2』になってからギアが上がり、シェードさんがアクセルを踏みすぎるので、私がブレーキをかける立場になってしまった」と振り返っている。